# Harrisburg (North Carolina)
Harrisburg is een plaats (town) in de Amerikaanse staat North Carolina, en valt bestuurlijk gezien onder Cabarrus County.

## Demografie
Bij de volkstelling in 2000 werd het aantal inwoners vastgesteld op 4493.
In 2006 is het aantal inwoners door het United States Census Bureau geschat op 5347, een stijging van 854 (19,0%).

## Geografie
Volgens het United States Census Bureau beslaat de plaats een oppervlakte van
16,2 km², geheel bestaande uit land. Harrisburg ligt op ongeveer 181 m boven zeeniveau.

## Plaatsen in de nabije omgeving
De onderstaande figuur toont nabijgelegen plaatsen in een straal van 24 km rond Harrisburg.